# International Council of Museums
International Council of Museums (ICOM) er en international organisation af museer og professionelle museumsfolk. Organisationen arbejder med forskellige ting knyttet til bevaring og formidling af verdens natur- og kulturarv, nu og i fortiden, synlige og usynlige naturminder og kulturminder. ICOM blev stiftet i 1946 som en NGO, og har et nært forhold til UNESCO, formelt og konsultativt. Som en almennyttig organisation er ICOM hovedsagelig finansieret af kontingent og med støtte, blandt andet fra statslige kilder. Museer og individuelle medlemmer danner et netværk som opretholdes med nyhedsbrev. Medlemmerne har gratis adgang i hinandens museer. ICOM gennemfører dele af UNESCOs program for museer. ICOM's hovedkvarter ligger i Paris og indeholder ICOMS sekretariat, og UNESCO-ICOM Museum Information Centre. ICOM administrerer internetdomænet .museum.
ICOM har 30 internationale komiteer med fokus på forskellige typer af museer (for eksempel naturhistoriske museer og samlinger, kunstmuseer, militære museer, transportmuseer, etnografiske museer), og 117 nationale komiteer som repræsenterer medlemslandene. De internationale komiteer har årlige møder og det samme har hovedkomiteen. Hvert tredje år afholdes generalforsamling. Det første møde blev holdt i Paris i 1948. De sidste årene var generalforsamlingen i Seoul i 2004, Venezia i 2007 og i Shanghai i 2010. 
ICOM-CC er den største fagkomité med over 1500 medlemmer fra hele verden og fra alle forskellige typer museer og konserveringsprofessioner. Komiteen har som mål at fremme konservering, undersøgelse og analyse af naturhistorisk og kulturhistorisk vigtig materiale.
ICOM-CIDOC har fokus på dokumentation og dokumentationsstandarder for museer, arkiver og lignende organisationer. Komiteen har mere end 750 medlemmer i 60 lande. CIDOC har defineret en model med begreber (kendt som CIDOC CRM), som indeholder en formel ontologi for information om kulturarven (og naturarven). Den er formelt en ISO International Standard (ISO 21127).